# Gruppo Sportivo Fascista Rovigo 1936-1937
Questa pagina raccoglie le informazioni riguardanti il Gruppo Sportivo Fascista Rovigo nelle competizioni ufficiali della stagione 1936-1937.

## Stagione
Nella stagione 1936-1937 il Rovigo ha disputato il girone A del campionato di Serie C. Con 30 punti si è piazzato in quarta posizione in classifica a pari merito con la Ponziana di Trieste.

## Rosa
| N. |                   | Ruolo | Calciatore          |
| -- | ----------------- | ----- | ------------------- |
|    | Italia (bandiera) | D     | Ennio Alberghini    |
|    | Italia (bandiera) | A     | Virgilio Andrioli   |
|    | Italia (bandiera) | A     | Giovanni Bocchio    |
|    | Italia (bandiera) | D     | Renato Bottacini    |
|    | Italia (bandiera) | A     | Bruno Braga         |
|    | Italia (bandiera) | C     | Luigi Bruni         |
|    | Italia (bandiera) | C     | Alessandro Calanchi |
|    | Italia (bandiera) | C     | Bruno Cavallaro     |
|    | Italia (bandiera) | A     | Raffaele Ceciliato  |

| N. |                   | Ruolo | Calciatore         |
| -- | ----------------- | ----- | ------------------ |
|    | Italia (bandiera) | C     | Ubaldo Coppo       |
|    | Italia (bandiera) | P     | Aroldo Corazza     |
|    | Italia (bandiera) | A     | Luigi Cortivo      |
|    | Italia (bandiera) | D     | Romildo Mercatelli |
|    | Italia (bandiera) | C     | Gastone Ruzzante   |
|    | Italia (bandiera) | C     | Mario Scagnolari   |
|    | Italia (bandiera) | A     | Aroldo Tassinari   |
|    | Italia (bandiera) | P     | Fulvio Turatto     |
|    | Italia (bandiera) | A     | Ermenegildo Volpi  |